# Haiducii lui Cotovschi
Haiducii lui Cotovschi este numele unei organizații anarho-comuniste din România, numită în memoria lui Grigore Cotovschi. Organizația a activat în București între anii 1939 și 1941, având ca obiectiv promovarea războiului de partizani împotriva legionarilor. A fost creată de Ion Vetrilă în 1939, activând în perioada in care legionarii din Legiunea Arhanghelului Mihail colaborau cu guvernul Antonescu.
Scopul principal al organizației era lichidarea legionarilor, a ostașilor armatei guvernului, a jandarmilor și distrugerea mașinii de propagandă legionară. În septembrie 1940, organizația număra în jur de 25 de membri (divizați în grupuri a câte 5 persoane și grupuri a câte 3 persoane). Toți membrii săi, inclusiv Ion Vetrilă, aveau vârsta cuprinsă între 14 și 17 ani. În timpul crizei din septembrie, care s-a încheiat cu căderea guvernului regelui  Carol al II-lea, haiducii au reușit să se înarmeze. Organizația a format un detașament de partizani. În noiembrie 1940, Haiducii lui Cotivschi au desfășurat între 18 și 22 de operațiuni militare, iar în decembrie 1940 în jur de 20 de acțiuni. Obiectivele principale au fost distrugerea personalului inamic (legionari, soldați ai armatei și jandarmilor guvernamentali) și distrugerea bazei materiale a Legiunii Sf. Mihail Arhanghel prin arderea depozitul literaturii de propagandă.